# V505 Андромеды
V505 Андромеды (лат. V505 Andromedae) — двойная затменная переменная звезда типа W Большой Медведицы (EW) в созвездии Андромеды на расстоянии (вычисленном из значения параллакса) приблизительно 2493 световых лет (около 764 парсеков) от Солнца. Видимая звёздная величина звезды — от +14,17m до +13,47m. Орбитальный период — около 0,3941 суток (9,4594 часов).

## Характеристики
Первый компонент — жёлтая звезда спектрального класса G. Эффективная температура — около 5317 K.
Второй компонент — жёлтая звезда спектрального класса G.